# Barbara Karinska
Barbara Karinska, de son vrai nom Varvara Andreevna Jmoudsky, est une costumière pour le ballet et le cinéma, de nationalité ukrainienne, née le 3 octobre 1886 à Kharkiv (actuellement en Ukraine, mais alors en Empire russe sous le nom de Kharkov) et morte le 19 octobre 1983 à New York (État de New York).

## Biographie
Née en Ukraine, Barbara apprend la broderie comme toutes les jeunes filles de la bonne société de l'époque. Elle fait ensuite des études de droit à l'Université de Kharkov. Veuve assez jeune, elle se remarie en 1915 à Moscou à Nicolas Karinsky, un avocat, mais celui-ci est bientôt obligé de quitter la Russie. Elle divorce alors et se remarie avec un riche héritier,.
Après la mort de Lénine, elle émigre à Berlin, puis à Bruxelles, puis enfin à Paris. Elle travaille ensuite avec les Ballets russes de Monte-Carlo, où elle collabore déjà avec George Balanchine,,.
Son succès la fait travailler aussi à Londres où elle fait les costumes de comédies musicales, de ballets, d'opéras, mais aussi pour le cinéma. Au début de la guerre, elle émigre à New York en 1939, où elle dessine des costumes à Broadway pour l'opéra et le ballets. Après un détour à Hollywood, elle revient à New York où elle travaille de nouveau avec Balanchine, pour la compagnie qui deviendra le New York City Ballet, de 1946 jusqu'à la fin de sa carrière,.

## Ballet
- Chorégraphies de George Balanchine
  - Cotillon (1932)
  - Ballet impérial (1941)
  - Symphony in ut (1947)
  - Bourrée fantasque (1949)
  - Casse-Noisette (1954)
  - A Midsummer Night's Dream (1962)
  - Jewels (1967, Emeralds, Rubies et Diamonds)
  - Who Cares? (1970)
  - Vienna Waltzes (1977)
- Chorégraphie de Léonide Massine
  - Bacchanale
- Chorégraphie d'Agnes de Mille
  - Rodeo (1942)

## Filmographie (sélection)
- 1940 : Paradis perdu d'Abel Gance
- 1944 : L'aventure vient de la mer (Frenchman's Creek) de Mitchell Leisen
- 1944 : Kismet de William Dieterle
- 1944 : Les Nuits ensorcelées (Lady in the Dark) de Mitchell Leisen
- 1945 : La Duchesse des bas-fonds (Kitty) de Mitchell Leisen
- 1946 : La Mélodie du bonheur (Blue Skies) de Stuart Heisler
- 1946 : Un revenant de Christian-Jaque
- 1946 : Le Journal d'une femme de chambre (The Diary of a Chambermaid) de Jean Renoir
- 1947 : Les Conquérants d'un nouveau monde (Unconquered) de Cecil B. DeMille
- 1948 : Le Pirate (film) (The Pirate) de Vincente Minnelli
- 1948 : Jeanne d'Arc (Joan of Arc) de Victor Fleming
- 1951 : Barbe-Bleue de Christian-Jaque
- 1952 : Hans Christian Andersen et la Danseuse (Hans Christian Andersen) de Charles Vidor
- 1953 : La Dame aux camélias de Raymond Bernard
- 1954 : Le Fil à la patte de Guy Lefranc
- 1954 : Ulysse (Ulisse) de Mario Camerini
- 1954 : C'est... la vie parisienne d'Alfred Rode
- 1955 : Lola Montès de Max Ophüls
- 1955 : L'Affaire des poisons d'Henri Decoin
- 1956 : Elena et les Hommes de Jean Renoir

## Distinctions

### Récompenses
- Oscars 1949 : Oscar de la meilleure création de costumes pour Jeanne d'Arc
- 1961 : Prix Capezio

### Nominations
- Oscars 1953 : Oscar de la meilleure création de costumes pour Hans Christian Andersen et la Danseuse